# Heiligenverering
Heiligenverering (cultus duliae in het Latijn) is een katholieke en orthodox-christelijke term voor de verering - niet te verwarren met aanbidding - van heiligen.

## Katholieke en Orthodoxe Kerk

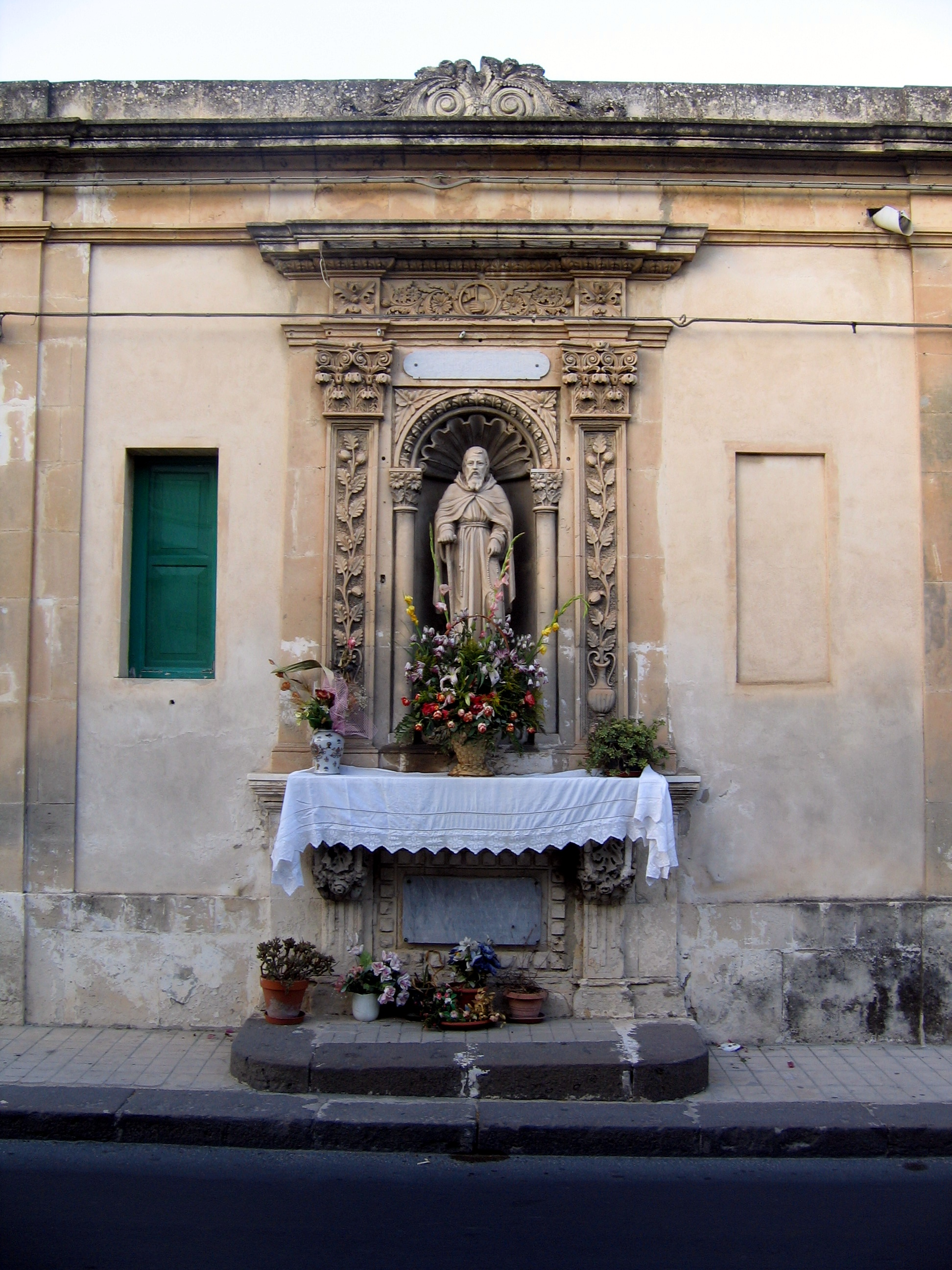
Heiligenverering in Noto

Binnen het katholicisme nemen heiligen een belangrijke plaats in. Zo hebben alle heiligen hun eigen gedenkdag, meestal de dag van hun overlijden, die als hun 'geboorte in de hemel' wordt beschouwd. Alle officiële heiligen zijn met hun gedenkdag opgenomen in het zogenaamde Martyrologium.
Heiligen worden aangeroepen met de intentie dat zij in de hemel voor de gelovigen op aarde bidden tot Jezus Christus, de Middelaar van het Nieuwe verbond. De heiligen maken deel uit van de 'triomferende Kerk' en de gelovigen op aarde van de 'strijdende Kerk'. Vanwege de band binnen het 'Mystiek Lichaam van Christus' bestaat ook dit gebedsverband tussen hemelse en aardse gelovigen.
Aan de heiligen wordt door katholieken en (oosters-)orthodoxen geen goddelijke eer bewezen, zoals vaak verkeerdelijk beweerd wordt. Aan hen komt slechts de dulia (verering) toe, aan de H. Maagd Maria hyperdulia (bijzondere verering), maar enkel aan God (Vader, Zoon, Heilige Geest) latria (aanbidding of latreutische eredienst).
Het Tweede Vaticaans Concilie (1962 - 1965) heeft gevraagd om misbruiken, tekorten of overdrijvingen die her en der in de praktijk van de heiligenverering zouden zijn binnengedrongen, te weren en te verbeteren en gaf tegelijkertijd een impuls aan de cultus duliae. Zo heeft Paus Johannes Paulus II tijdens zijn pontificaat (1978 - 2005) meer dan 450 mensen heilig verklaard en meer dan 1300 zaligverklaringen uitgesproken. Het is overigens een wijdverbreide misvatting dat het Tweede Vaticaans Concilie de heiligenverering naar de achtergrond zou hebben verdrongen.

## Protestantisme
Heiligenverering komt binnen het calvinistisch protestantisme niet voor en wordt er gezien als een afgodendienst. Calvinistische protestanten stellen in navolging van Calvijn dat er geen werkelijk onderscheid bestaat tussen aanbidding en verering. Protestanten in Nederland vieren weliswaar de kinderfeesten van Sint-Maarten en Sinterklaas, maar zien dit niet in relatie tot het christendom. In het verleden hebben calvinistische predikanten geprobeerd ook deze feesten af te schaffen maar zijn daar niet in geslaagd, omdat de feesten te populair bleken.
In het lutherse protestantisme komt aan heiligen wel een bijzondere plaats toe. Zo hebben zij een soort heiligenkalender, vieren zij de Gedenkdag van de Heiligen (op dezelfde dag als de katholieken Allerheiligen vieren) en zien zij heiligen als voorbeeld voor christenen. Daarentegen zien zij evenals de calvinisten het bidden om 'voorspraak' als on-Bijbels en overbodig: Christus is immers de enige Middelaar.
Voor de Anglicaanse kerken geldt dat zij in beginsel het katholieke onderscheid tussen aanbidding en verering aanvaarden. De mate van voorkomen van heiligenverering hangt echter van de specifieke stroming af.